# Абламович Ігнатій Карлович
Ігна́тій Ка́рлович Абламо́вич (1787–1848) — ординарний професор фізики, польський педагог.

## Біографія
У сімнадцять років вступив до вчительської семінарії при Віленському університеті (30 червня 1804). Після закінчення курсу 16 червня 1808 року визнаний магістром філософії з назначенням у мінську гімназію викладачем фізики з 1 вересня 1808 року. Через два роки, 1 жовтня 1810 року, його запросили у Віленський університет помічником завідувача фізичним кабінетом. З 1 вересня 1813 року займав посаду старшого вчителя фізики Віленської гімназії, а з 1 вересня 1817 — ад'юнкт-професором хімії Віленського університету.
Через рік, 1 вересня 1818 року, Абламовича відправили для удосконалення в науках за кордон, де він пробув шість років, переважно живучи в Парижі і слухаючи курси хімії, фізики і природної історії. Після повернення у 1827 році, Абламович призначений викладачем природничих наук Волинського (Кременецького) ліцею (професор фізики і метеорології у 1827–1831 роках). З ліцею з іншим персоналом наставників Абламович переведений до відкритого у Києві університету Святого Володимира, де і допрацював останні три роки (1834—1837) до пенсії.
Помер в Острівці Волинської губернії під час холери 1848 року.

## Науковий доробок
Писав чимало, але нічого не друкував. Найбільш відомі з його рукописних записок є написані за дорученням начальства: «Проект викладання технології для професійних училищ» і «Конспект курсу технології, що має викладатися в університеті св. Володимира». Технологічна хімія особливо була цікавою Абламовичу, фізику ж в університеті св. Володимира він читав він по Бедану і Пульє. Курси лекцій залишились у рукописах.

## Родина
Син Слонімського воєводи. Брати: Вікентій — доктор медицини Віленського університету (31 липня 1828 року) за дисертацію «De Vertigine»; Йосип — доктор медицини Віленського університету, народився в 1803 році.